# Pseudococcus atalestus
Pseudococcus atalestus är en insektsart som beskrevs av Williams 1985. Pseudococcus atalestus ingår i släktet Pseudococcus och familjen ullsköldlöss. Inga underarter finns listade i Catalogue of Life.